# Le Trou
Le Trou és una pel·lícula francesa del 1960 dirigida per Jacques Becker. És una adaptació de la novel·la homònima de 1957 de José Giovanni, que es basa en un fet real: l'intent de fugida de cinc reclusos de la presó parisenca de La Santé l'any 1947. Becker, que va morir poques setmanes després que s'hagués acabat el rodatge, va emprar majoritàriament actors no professionals per als papers principals, inclòs Jean Keraudy que va estar involucrat en l'intent de fuga. Es va estrenar al 13è Festival Internacional de Cinema de Canes.

## Argument
Gaspard és un pres d'una educació refinada que és traslladat a una cel·la on conviuen quatre reclusos que es mantenen ocupats muntant caixes de cartró.
Els quatre companys de cel·la tenen condemnes de presó llargues que van des dels deu anys fins a, possiblement, l'execució per guillotina. Gaspard està acusat de l'intent d'assassinat de la seva esposa i s'enfronta a una possible condemna de vint anys.

## Producció
Durant la producció, Becker va contactar tres dels presos com a consultors tècnics. Un dels presos, Roland Barbat (amb el nom artístic de Jean Keraudy), apareix a la pel·lícula com el personatge que planifica el túnel per a escapar i improvisa totes les eines que utilitzen. Barbat també apareix al començament de la pel·lícula fent d'ell mateix, treballant de mecànic en un Citroën 2CV, feina que va exercir després de la presó, i afirma directament a la càmera que estem a punt de veure la seva història real.
La fotografia en blanc i negre és de Ghislain Cloquet, el director de fotografia de Mickey one, A l'atzar, Baltasar i Tess.
L'escena en què tres personatges diferents es relleven per a foradar el terra de formigó de la cel·la està filmat en un pla seqüència de gairebé quatre minuts de durada. La pel·lícula no té crèdits inicials i no hi ha música excepte als crèdits finals.